# Kluisgat

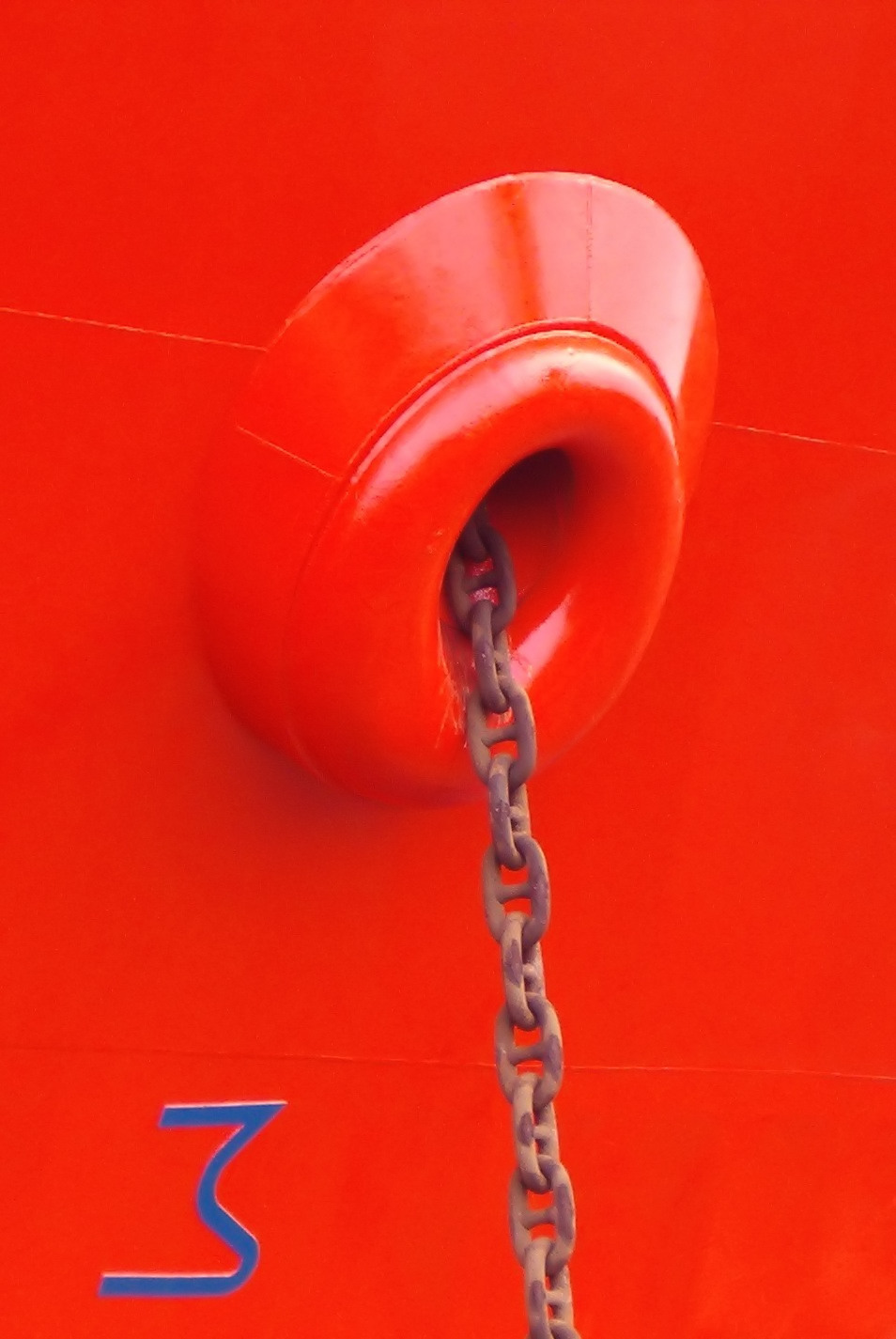

Een kluisgat is een bijna ronde en eerder ovaalronde versterkte stalen opening in de verschansing van een zee-, marine- of binnenschip. Door deze kluisgaten worden meertrossen of -kabels gestoken door de bemanning.
Deze kluisgaten zitten aan de binnenkant van de verschansing, omrand met een glooiende ronding rondom het kluisgat, om te voorkomen dat door scherpere randen, de nylontrossen zouden doorschuren en breken.
De ankerketting loopt ook door een kluisgat aan dek, vanaf de ankerlier naar het anker zelf, die eveneens in een kluisgatkoker met zijn ankerstok zit. Tijdens het ophalen van zo'n zwaar anker wordt er water over de ketting gespoten met behulp van vast aangebrachte spoelleidingen of een waterslang, om verhitting tijdens het kettingschuren in het kluisgat tegen te gaan en om aan de ketting klevende bodemresten weg te spoelen. Het anker met zijn pallen wordt dan klem getrokken tegen de ankerkluis van de voorsteven van het schip.
Hier is ook het spreekwoord "Door het kluisgat aan boord komen" van afgeleid. Vroeger kropen dronken matrozen of zij die te laat kwamen of verstekelingen langs het kluisgat aan boord uit angst gestraft te worden. 